# Ariobarzanes av Pontus
Ariobarzanes av Pontus, död 250 f. Kr., var regerande kung av Pontus mellan 266 f.Kr. och 250 f. Kr.
Han efterträdde sin far. Han och hans far slöt förbund med de keltiska galaterna för att utvisa de egyptiska styrkorna ur Mindre Asien. Han annekterade staden Amastris i Paflagonien. Han efterträddes av sin son.